# Wesenberg (Mecklenburg)
Wesenberg ist eine Landstadt im Süden des Landkreises Mecklenburgische Seenplatte in Mecklenburg-Vorpommern (Deutschland). Sie gehört dem Amt Mecklenburgische Kleinseenplatte an. Historisch gehört Wesenberg zur Kulturregion Mecklenburg-Strelitz.
Das wasserreiche und touristisch geprägte Wesenberg ist ein staatlich anerkannter Erholungsort und bildet für seine Umgebung ein Grundzentrum. Es ist einer der Hauptorte im Urlaubsgebiet Neustrelitzer Kleinseenland der Mecklenburgischen Seenplatte.

## Geografie

### Geografische Lage
Wesenberg liegt im oberen Havelgebiet, am Woblitzsee und unweit des Großen und des Kleinen Weißen Sees sowie des Großen Labussees (Ortsteil Klein Quassow). Naturräumlich ist es Teil des Neustrelitzer Kleinseenlandes in der Mecklenburgischen Seenplatte. In der Nähe befinden sich Neustrelitz und die Müritz (der größte innerhalb Deutschlands gelegene See) mit dem gleichnamigen Nationalpark. Im Südteil des Gemeindegebiets an der Grenze zu Brandenburg liegen der Große Pälitzsee und der Ellbogensee als Kreuzungspunkt der Müritz-Havel-Wasserstraße mit der Oberen Havelwasserstraße. Die Seen sind über die Schleuse Strasen miteinander verbunden.

### Stadtgliederung
Zur Stadt Wesenberg gehören folgende Ortsteile:
|                                               |                                               |  |
| - Wesenberg - Ahrensberg - Below - Hartenland | - Klein Quassow - Pelzkuhl - Strasen - Zirtow |  |

## Geschichte

### 13. Jahrhundert bis heute
Dokumente aus dem 13. Jahrhundert berichten, dass der Ort Wesenberg 1252 durch Fürst Nikolaus I. von Werle gegründet wurde, aber bereits 1276 nach einer Schlacht bei Groß Trebbow in den Besitz des Markgrafen Otto IV. von Brandenburg überging. Nur zwei Jahre später wurde das Schweriner Stadtrecht bestätigt, und 1282 errichtete man eine Burg. 1292 gelangte der Ort als Teil der Herrschaft Stargard und damit des Wittums der brandenburgischen Markgrafentochter Beatrix in die Hände der Mecklenburger, als jene Fürst Heinrich II. (den Löwen) zu Mecklenburg heiratete. Wesenberg wurde Landstadt in Mecklenburg und als solche Teil der Städte im Stargardischen Kreis, die bis 1918 auf mecklenburgischen Landtagen der 1523 vereinten Landstände vertreten waren. 1326 kam Wesenberg in den Besitz von Ritter von Plote. Wenige Jahre später musste die Stadt Rückschläge in der wirtschaftlichen Entwicklung und dem Rückgang der Bevölkerung durch die Pest und Seuchen erleiden. Im 14. Jahrhundert fand die Wüstung Buristsorpe Erwähnung.

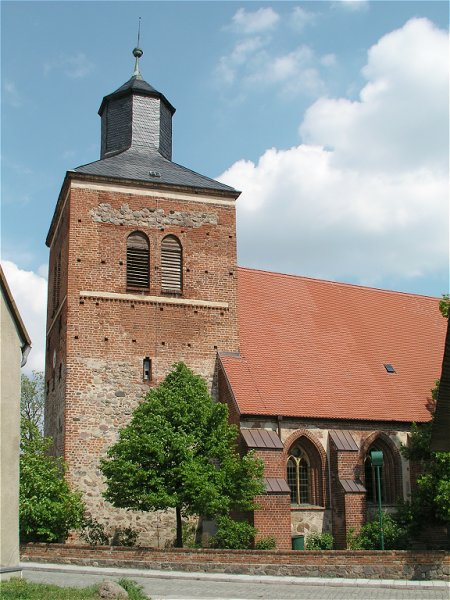
St.-Marien-Kirche

Die Reformation erreichte Wesenberg spätestens 1529, als Herzog Heinrich der Friedfertige den Prediger Laurentius Cassube auf die Wesenberger Pfarrei berief. Im Jahre 1610 beschrieb der Chronist Latomus den Ort als „ein ziemlich wohlgelegenes Städtlein reich an Wasser und Holz, aber der Ackerbau ist etwas gering, … auch ist daselbst ein Herrenhaus, darauf ein Amtmann gehalten wird, die Havel treibt eine zweigliedrige Korn- und Walkmühle.“ Im Jahre 1648 stand Wesenberg wie viele andere Städte nach dem Dreißigjährigen Krieg am Rande des Ruins. Viele Jahrzehnte lang verbesserte sich die Situation der Stadt nicht wesentlich. Mehrere Brände wüteten dort. Als wichtige Erkenntnis daraus wurde vorgeschrieben, dass die Wohnhäuser zukünftig mit einem größeren Abstand zueinander zu errichten seien, was noch heute vielfach zu sehen ist. Auch Plünderungen im 18. Jahrhundert erschwerten den wirtschaftlichen Aufschwung. Im Jahre 1806 besetzten französische Truppen die Stadt und quartierten sich für einige Jahre dort ein.
Die Landschulordnung von 1825 führte, zumindest im Domanium, zur ganzjährigen Schulpflicht. Als Folge davon wurde 1832/33 von Friedrich Wilhelm Buttel eine neue Schule in der Hohen Straße erbaut. Im folgenden Jahr entstand das Postgebäude. Die Gründung des ersten Turn- und Sportvereins in der Stadt erfolgte 1886.

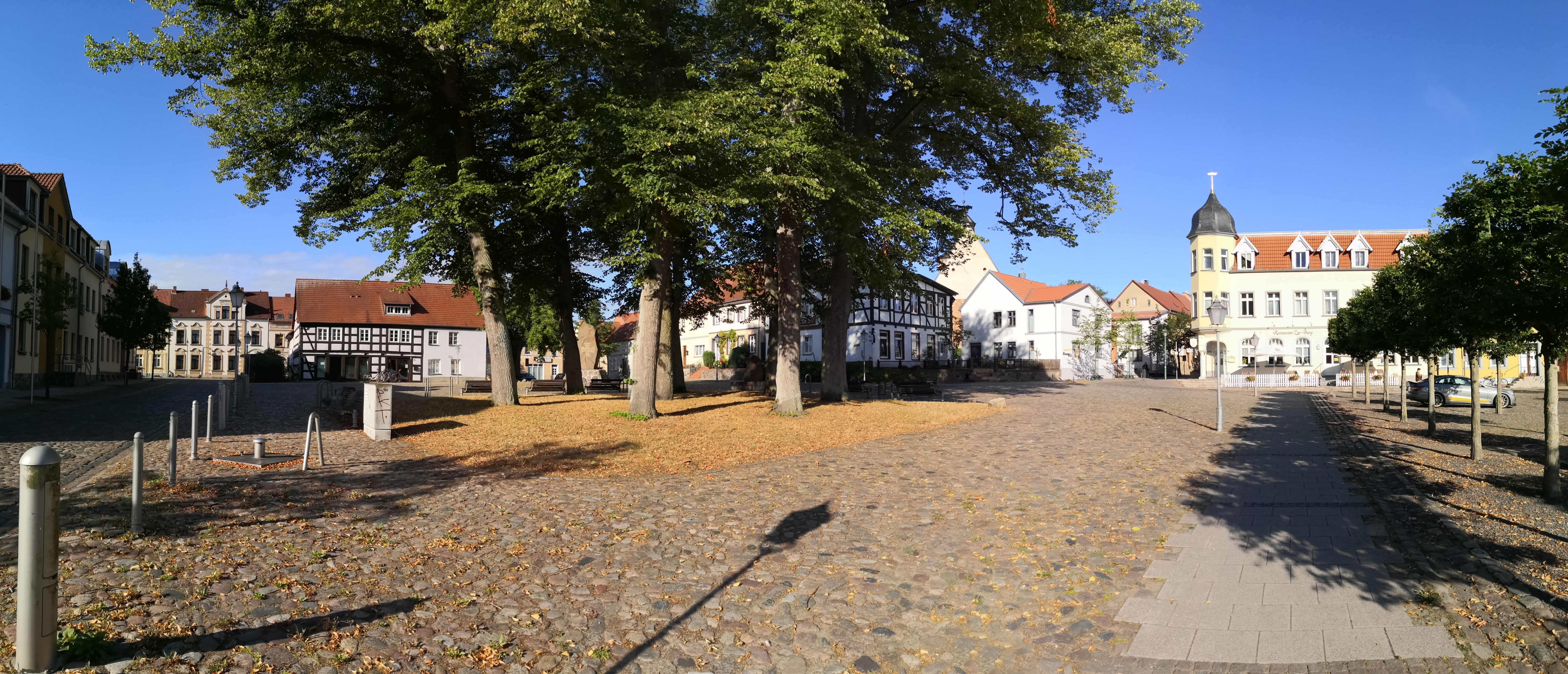
Marktplatz Wesenberg

Im Jahre 1890 erhielt die Stadt Anschluss an die Strecke Buschhof–Neustrelitz der Neustrelitz-Wesenberg-Mirower Eisenbahngesellschaft (der späteren Friedrich-Wilhelm-Eisenbahn-Gesellschaft). Am 17. Mai fuhr auf der neuen Strecke der erste Zug von Neustrelitz nach Mirow.
Im Jahre 1897 wurde eine Brennerei am Bahnhof errichtet, in der bis in die 1970er Jahre aus Kartoffeln Schnaps gebrannt wurde. Im Jahre 1908 erhielt der Ort elektrischen Strom. In den 1920er und 1930er Jahren entstanden in Wesenberg eine Freiwillige Feuerwehr, ein neuer Bahnhof und 1937 ein jetzt wieder in Betrieb befindliches Kino.
Zu DDR-Zeiten wurde am Labus-See eine Jugendherberge gebaut, die auch als Kinderferienlager genutzt wurde und heute als Familienhotel geführt wird.
Für die Stadt und die umliegenden Orte entstanden in der zweiten Hälfte der 1960er Jahre am Woblitzsee zahlreich Arbeitsplätze durch die holzverarbeitende Industrie, hervorgegangen aus einem kleineren Sägewerk. Nach 1990 konnte der Betrieb nicht mehr aufrechterhalten werden.
Ab 1992 begann eine umfangreiche Sanierung der Stadt und der Burg u. a. im Rahmen der Städtebauförderung.
Von 1952 bis 1994 gehörte Wesenberg zum Kreis Neustrelitz (bis 1990 im DDR-Bezirk Neubrandenburg, danach im Land Mecklenburg-Vorpommern). 1994 wurde die Stadt in den Landkreis Mecklenburg-Strelitz eingegliedert. Seit der Kreisgebietsreform 2011 liegt sie im Landkreis Mecklenburgische Seenplatte.
Ahrensberg
Der jetzige Ortsteil Ahrensberg blieb nach der Mecklenburgischen Hauptlandesteilung 1701 bis zur Vereinigung im Jahr 1934 eine Exklave Mecklenburg-Schwerins im Strelitzer Landesteil.

### Eingemeindungen
Strasen wurde am 1. Januar 2000 aus der damaligen Gemeinde Strasen-Piepert ausgegliedert und nach Wesenberg eingemeindet.

## Bevölkerung
| Jahr | Einwohner |
| ---- | --------- |
| 1990 | 3094      |
| 1995 | 3041      |
| 2000 | 3378      |
| 2005 | 3289      |
| 2010 | 3051      |
| 2015 | 3078      |

| Jahr | Einwohner |
| ---- | --------- |
| 2020 | 3057      |
| 2021 | 3057      |
| 2022 | 3057      |
| 2023 | 3029      |

Stand: 31. Dezember des jeweiligen Jahres
Der Anstieg der Einwohnerzahl im Jahr 2000 ist auf die Eingemeindung von Strasen im Jahr 2000 zurückzuführen.

## Politik

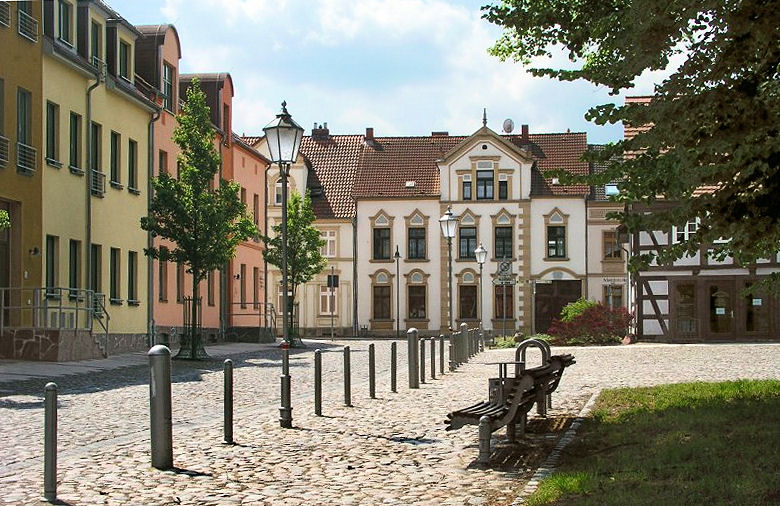
Marktplatz

### Stadtvertretung
Die Stadtvertretung von Wesenberg besteht aus 14 Mitgliedern. Die Kommunalwahl am 9. Juni 2024 führte bei einer Wahlbeteiligung von 64,8 % zu folgendem Ergebnis:
| Partei / Wählergruppe         | Stimmenanteil 2019 | Sitze 2019 |  | Stimmenanteil 2024 | Sitze 2024 |
| ----------------------------- | ------------------ | ---------- |  | ------------------ | ---------- |
| CDU                           | 41,8 %             | 6          |  | 48,5 %             | 7          |
| Bündnis für Wesenberg (BfW)   | 28,3 %             | 4          |  | 26,1 %             | 4          |
| Gemeinsam für Wesenberg (GfW) | –                  | –          |  | 16,1 %             | 2          |
| Für unser Wesenberg (FuW)     | –                  | –          |  | 06,4 %             | 1          |
| diebasis                      | –                  | –          |  | 02,9 %             | –          |
| Die Linke                     | 16,3 %             | 2          |  | –                  | –          |
| AfD                           | 08,2 %             | 1          |  | –                  | –          |
| SPD                           | 05,4 %             | 1          |  | –                  | –          |
| Insgesamt                     | 100 %              | 14         |  | 100 %              | 14         |

### Bürgermeister
- 2001–2019: Helmut Hamp (Bürger für Wesenberg)[9]
- seit 2019: Steffen Rißmann (CDU)

Rißmann wurde in der Bürgermeisterstichwahl am 20. Oktober 2019 mit 50,1 % der gültigen Stimmen (zwei Stimmen Vorsprung gegenüber seinem Mitbewerber) gewählt. Er wurde am 9. Juni 2024 mit 58,1 % der gültigen Stimmen in seinem Amt bestätigt. Seine Amtsdauer beträgt fünf Jahre.

### Wappen
| Wappen der Stadt Wesenberg | Blasonierung: „In Silber auf grünem Berg drei rote Türme; der mittlere ein Rundturm mit Spitzdach und goldenem Hochkreuz; die äußeren Zinnentürme mit zwei wachsenden, einander zugewendeten golden bewehrten roten Adlerköpfen.“ |
| Wappen der Stadt Wesenberg | Wappenbegründung: Das Wappen ist nach dem Siegelbild des S(IGILLVM) CIVITATIS DE WESENBERGE - gefertigt wohl vor 1300, als Abdruck zuerst 1354 überliefert - gestaltet worden. In dem Hoheitszeichen dürfte es sich bei dem grünen Berg um ein redendes Zeichen handeln, das den aus dem Mittelniederdeutschen stammenden Ortsnamen (wese = Wiese) bildlich wiedergibt. Die Türme versinnbildlichen eine befestigte, wehrhafte Stadt. Die beiden roten Adlerköpfe und die Hauptfarben Rot und Silber deuten auf die Herrschaft der Markgrafen von Brandenburg, die 1278 Wesenberg das Stadtrecht bestätigten. Das Wappen wurde ca. 1978 neu gezeichnet und unter der Nr. 219 der Wappenrolle des Landes Mecklenburg-Vorpommern registriert. |

### Flagge
Die Flagge wurde von dem Wesenberger Helmut Rumich gestaltet und am 14. September 2001 durch das Ministerium des Innern genehmigt.
Die Flagge ist grün-weiß-rot (1:1:1) längs gestreift. In der Mitte des weißen Streifens liegt, auf jeweils die Hälfte der Höhe des grünen und des roten Streifens übergreifend, das Stadtwappen. Die Höhe des Flaggentuchs verhält sich zur Länge wie 3:5.

### Dienstsiegel
Das Dienstsiegel zeigt das Wappen der Stadt mit der Umschrift STADT WESENBERG • LANDKREIS MECKLENBURGISCHE SEENPLATTE.

### Städtepartnerschaften
Quakenbrück (Niedersachsen) ist Partnerstadt von Wesenberg. Die Partnerschaft wurde am 21. September 1990 begründet.

## Sehenswürdigkeiten

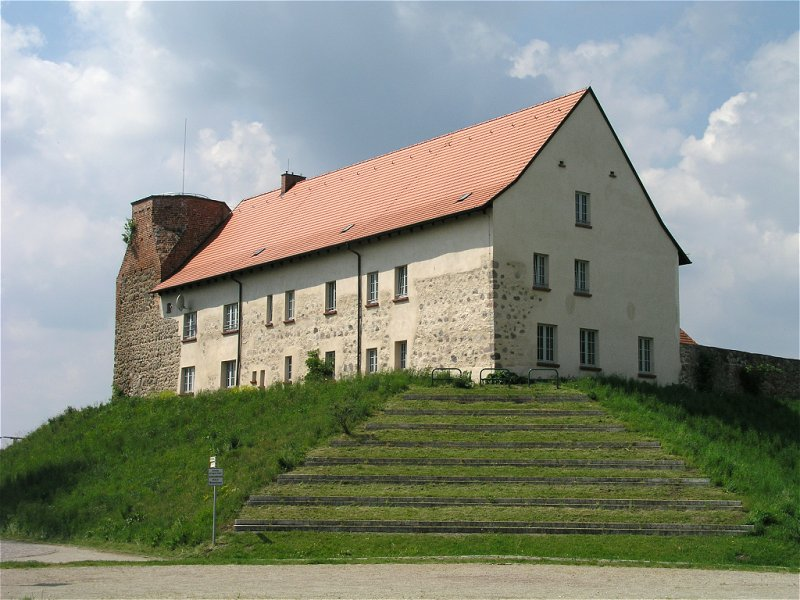
Burg Wesenberg

- Marktplatz mit dem Kriegerdenkmal zur Erinnerung an die Gefallenen von 1870/71
- St.-Marien-Kirche, gotischer Bau aus dem 14. Jahrhundert
- Burg Wesenberg, Wahrzeichen der Stadt
- Museum für Blechspielzeug in der Villa Pusteblume, Burgweg 1
- Kino, als Filmtheater mit vorderer typologischer Theaterschaufassade (Backsteinvorbauten mit Putzflächen) und angegliedertem Zweckbau, dem Kinosaal, 1936/37 errichtet. Bereits vor 1990 schloss das denkmalgeschützte Haus seine Türen, bis es von einer privaten Investorin nach vollständiger Sanierung und Modernisierung 2001 wiedereröffnet wurde. Es ist nun das dienstälteste Lichtspielhaus der Region.
- Thälmannpark von 1970 mit Gedenkstein für den Vorsitzenden der KPD Ernst Thälmann, der 1944 im KZ Buchenwald ermordet wurde
- Stele zur Erinnerung an die KZ-Häftlinge des Todesmarsches Anfang 1945, auf dem Gelände des Thälmannparks 1997 durch Jugendliche unter Anleitung des Künstlers Wolf Leo errichtet
- Gutsanlage und Dorfkirche Ahrensberg

## Wirtschaft und Infrastruktur

### Verkehr

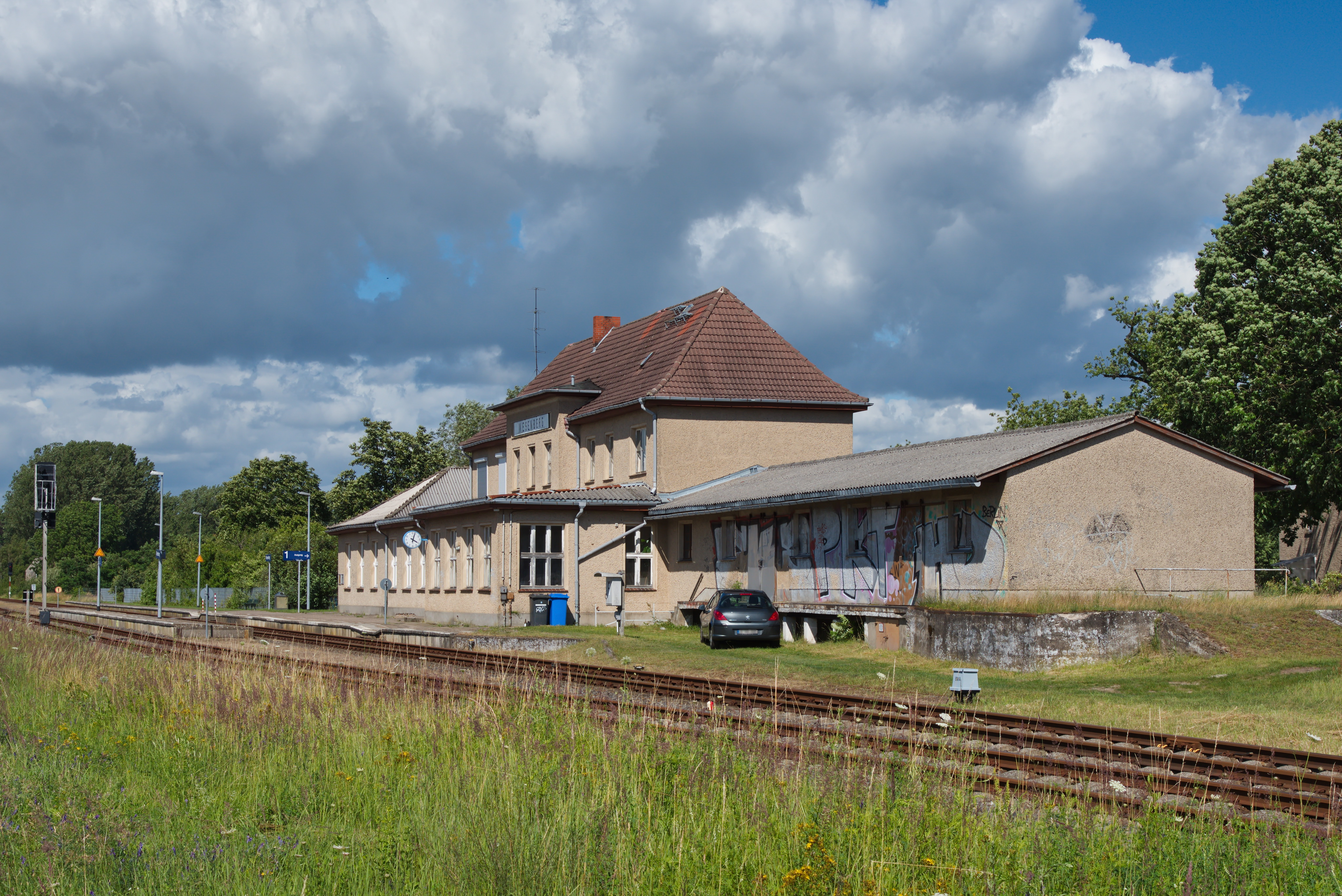
Bahnhof Wesenberg

Wesenberg liegt an der Bundesstraße B 198 zwischen Mirow und Neustrelitz und an der B 122, die in Wesenberg beginnt und nach Neuruppin führt.
Der Bahnhof Wesenberg an der Bahnstrecke Mirow – Neustrelitz (Kleinseenbahn) wird durch die Ostdeutsche Eisenbahn tagsüber im Zweistundentakt bedient. Weitere Verbindungen in umliegende Ortschaften bestehen an Wochentagen mit Linienbussen der MVVG.
Wesenberg ist an nationale und internationale Radwanderwege angeschlossen, so an den Radweg Berlin-Kopenhagen (verbindet Wesenberg mit Rostock und Berlin) und an die Sonnen-Route des Radroutennetzes EuroVelo (EuroVelo 7), die vom Nordkap in Norwegen bis nach Malta verläuft.

### Sport
Größter Sportverein der Stadt ist der SV Union Wesenberg. Er umfasst die Abteilungen Boxen, Fußball, Kanu und Leichtathletik sowie Sportgruppen für Kegeln, Kraftsport, Radwandern, Seniorensport und Tennis.
Im Jahre 1886 begann in Wesenberg der organisierte Sport. Die Gründung des Sportvereins Union Wesenberg erfolgte 1925 mit einem ersten offiziellen und siegreichen Fußballspiel gegen Mirow. Der Verein hieß dann Arbeitersportverein Wesenberg, Sportclub Wesenberg, Turnsportverein Wesenberg, Sportgemeinschaft Freundschaft Wesenberg, BSG Traktor Wesenberg und BSG Union Wesenberg. Den heutigen Namen SV Union Wesenberg trägt der Verein seit 1990.
Die Abteilung Volleyball hat sich 1990 aus dem Verein herausgelöst und unter dem Vereinsnamen FS Wesenberg neu organisiert. Die Herren-Wettkampfmannschaft wurde 2009 als Team Wesenberg in die Volleyballabteilung des PSV Neustrelitz integriert.
Der ortsansässige Angelverein ist seit 1990 unter dem Namen Sportfischerverein Wesenberg aktiv.

### Bildung
- Regionale Schule mit Grundschule Wesenberg, In den Wällen 9a

### Vereine
- Burgverein Wesenberg, gegründet 1995
- De Wesenbager Burgsängers, Männerchor, gegründet 1997

## Persönlichkeiten

### Söhne und Töchter der Stadt
- Heinrich Plütschau (um 1676–1752), Missionar
- Otto Bollhagen (1861–1924), Maler
- Paul Wustrow (1890–1945), Professor für Zahnmedizin
- Christian Berg (1908–1990), Pastor, Mitbegründer von Brot für die Welt
- Heinz Musculus (1917–1976), Karikaturist und Buchillustrator
- Hildegard Zenser (1947–2003), Kunsthistorikerin

### Mit Wesenberg verbundene Persönlichkeiten
- Ernst Theodor Johann Brückner (1746–1805), Theologe, Hilfsprediger in Wesenberg
- Adolf Goetze (1792–1868), Pädagoge, Rektor in Wesenberg
- Karl Petermann (1807–1866), Jurist, Demokratenführer in Mecklenburg-Strelitz, Bürgermeister in Wesenberg
- Friedrich Genzken (1817–1875), Stadtrichter in Wesenberg
- Helmut Sakowski (1924–2005), Schriftsteller, lebte in Wesenberg
- Eva Rechlin (1928–2011), Schriftstellerin, verlebte als Pastorentochter Kindheitsjahre in Wesenberg
- Mark Frank (* 1977), Speerwerfer, in Wesenberg aufgewachsen
- Hans Lippert (* 1945), Chirurg und Hochschullehrer

## Belege
1. ↑  Statistisches Amt M-V – Bevölkerungsstand der Kreise und Gemeinden 2024 (XLS-Datei) (Amtliche Einwohnerzahlen in Fortschreibung des Zensus 2022) (Hilfe dazu).
2. ↑  Bäderverband Mecklenburg-Vorpommern, abgerufen am 20. März 2014.
3. ↑  Regionales Raumentwicklungsprogramm Mecklenburgische Seenplatte (2011), Regionaler Planungsverband, abgerufen am 12. Juli 2015.
4. 1 2 3  Hauptsatzung § 1 (PDF).
5. ↑  Werner Lexow:  Eisenbahn in Mecklenburg-Strelitz. S. 74.
6. ↑  Statistisches Amt Mecklenburg-Vorpommern: Statistischer Bericht. Bevölkerungsstand. Bevölkerungsentwicklung der Kreise und Gemeinden
7. ↑  Ergebnis der Kommunalwahl am 9. Juni 2024
8. ↑  Ergebnis der Kommunalwahl am 26. Mai 2019
9. ↑  Bürgermeister mit Rathaus-Torte verabschiedet. In: Nordkurier, 19. Mai 2019.
10. ↑  Ergebnis der Bürgermeisterstichwahl am 20. Oktober 2019
11. ↑  Ergebnis der Bürgermeisterwahl am 9. Juni 2024
12. ↑  Kommunalverfassung für das Land Mecklenburg-Vorpommern § 37 (3)
13. ↑  Hans-Heinz Schütt: Auf Schild und Flagge - Die Wappen und Flaggen des Landes Mecklenburg-Vorpommern und seiner Kommunen. Hrsg.: produktionsbüro TINUS; Schwerin. 2011, ISBN 978-3-9814380-0-0, S. 302/303.
14. ↑  Fahrplan der Strecke Neustrelitz–Mirow
15. ↑  Mecklenburgische Etappe | Berlin - Kopenhagen. Abgerufen am 4. Mai 2017.
16. ↑  translator2: EuroVelo 7 — EuroVelo. Abgerufen am 4. Mai 2017.
17. ↑  Website des SV Union Wesenberg
18. ↑  Homepage des Angelvereins. Abgerufen am 7. Februar 2017.